# Biagio Assereto
Biagio Assereto (Recco, 1383 circa – Serravalle Scrivia, 25 aprile 1456) è stato un ammiraglio italiano al servizio della Repubblica di Genova.

## Biografia
Nativo di Recco, era figlio di Costantino, un agiato fabbro e di una Ghisolfi, una donna cioè appartenente a una potente famiglia di mercanti genovesi; il nonno veniva da Rapallo, la sua famiglia era di tendenza filo-milanese. 

Aveva svolto i primi studi presso i religiosi e avrebbe dovuto essere orafo. Era di bell'aspetto, aitante nel fisico ed allo stesso tempo intellettuale e abile uomo di mare, e per queste doti lo aveva notato Francesco Spinola, allora signore di Recco, che lo aveva preso presso di sé come paggio. Lo aveva fatto studiare, e si era diplomato notaio, mestiere che aveva iniziato a Porto Maurizio nel 1408 per conto del locale podestà.
Nel 1423 tornava a Genova e si dava all'attività militare. Patrono di navi, anche in seguito all'acquisizione del patrimonio della moglie, Pometta di Teramo di Moneglia, Biagio Assereto fu cancelliere dell'Ufficio della Guerra e prese parte a spedizioni militari: portava soccorso alla regina Giovanna II di Napoli (1425); al comando di una galea catturava il fiorentino Ferruccio Verro, portandolo prigioniero a Genova (gennaio 1426); respingeva Domenico Campofregoso e i fiorentini (settembre 1427).
Nel 1435 gli viene affidata una piccola ma efficientissima flotta con la quale si portò a Gaeta in soccorso di Francesco Spinola assediato da Alfonso V d'Aragona. La battaglia decisiva avvenne al largo di Ponza il 5 agosto e Assereto riportò la vittoria. Della flotta aragonese si salvò solo una nave e molti furono i prigionieri tra i quali lo stesso re Alfonso. Assereto diede notizia della vittoria a Genova e a Filippo Maria Visconti con una relazione insigne per dignitosa moderazione e modestia. A Genova fu festa grande per tre giorni. Il bottino era di dimensioni mai viste e venne, come promesso, distribuito ai membri degli equipaggi.
Filippo Maria Visconti dapprima cercò di convincere il Senato e l'Assereto a continuare la guerra occupando la Sicilia; ma l'ammiraglio rifiutò perché per un'impresa di terra mancavano uomini e denari. Allora il Duca gli ordinò di portare il re ed i prigionieri a Savona e poi a Milano; questa volta l'Assereto, pur privato del meritato trionfo, obbedì. L'Assereto fu così investito del feudo di Serravalle con il titolo di vicecomes, fu accolto nella famiglia Visconti, di cui aggiunse il nome, i titoli e lo stemma.
Ricevette dal Visconti la carica di governatore di Milano e la contea di Serravalle Scrivia, ricoprì per lui ancora nel 1437 la carica di commissario ducale di Parma e comandante dell'armata milanese nella guerra contro Venezia. Sconfisse nella Battaglia fluviale di Casalmaggiore l'ammiraglio veneziano Andrea Querini, costringendolo alla ritirata nelle lagune (luglio 1448). 
Sempre legato a Milano, passò poi al servizio di Francesco Sforza (1450).
Infine nel 1452 abbandonava le armi e si ritirava nel suo feudo di Serravalle Scrivia, dedicandosi alle frequentazioni con gli amici e agli studi letterari; in questo campo fu anche amico di Enea Silvio Piccolomini, il futuro papa Pio II.
Moriva a Serravalle Scrivia il 25 aprile 1456; fu tumulato nella chiesa arcipresbiteriale di Serravalle Scrivia: qui, sulla sua tomba, sta l'iscrizione:
« Biagio Assereto, generale delle galee della Serenissima Repubblica di Genova, fece prigionieri due re, un Infante, trecento cavalieri. Mori l'anno 1456 ».
Dopo la sua morte, gli Assereto Visconti persero il feudo di Serravalle, divisi tra diverse simpatie politiche e discordie personali.